# Nunca me abandones (película)
Never Let Me Go es una película británica; distópica del género dramático del año 2010, basada en la novela de 2005, Nunca me abandones, escrita por Kazuo Ishiguro. La película fue dirigida por Mark Romanek, y Alex Garland escribió el guion. Está protagonizada por Carey Mulligan, Keira Knightley y Andrew Garfield. Never Let Me Go se centra en Kathy, Ruth y Tommy, interpretados respectivamente, por Mulligan, Knightley y Garfield, quienes se enredan en un triángulo amoroso. Ellos son especímenes científicos, creados en un laboratorio y que fueron creados con el fin de ofrecer sus órganos a pacientes gravemente enfermos. La película se comenzó a filmar en abril de 2009, durando unas pocas semanas, y tuvo como escenario entre otros el Andrew Melville Hall. Con un presupuesto de quince millones de dólares, Never Let Me Go fue producida por DNA Films y Film4.
Antes de la publicación del libro, el escritor ya había propuesto a los productores de la película, Andrew Macdonald y Andrew Reich, realizar una película y escribió un guion de noventa y seis páginas. Aunque al principio tenía problemas para encontrar a una actriz para interpretar a Kathy, Mulligan fue elegida para el papel después de que Peter Rice, cabeza de la compañía financiadora de la película, la recomendase al ver su interpretación en An Education. Por ser un fan de los libros, Mulligan aceptó el papel con gran entusiasmo, teniendo la esperanza de interpretar a ese personaje en concreto. El mensaje de la película y los temas fueron los factores que atrajeron a Garfield a formar parte de la misma. 
Never Let Me Go se estrenó en el 37.º  Festival de Cine de Telluride, en septiembre de 2010, donde el público respondió positivamente a su mensaje. La película ha sido proyectada en varios festivales, incluyendo el Festival Internacional de Cine de Toronto de 2010, así como la apertura de la 54.ª edición del Festival de Cine de Londres. Se distribuyó en los cines por Fox Searchlight Pictures en los Estados Unidos el 15 de septiembre de 2010, donde se le dio un lanzamiento limitado. Otras fechas de lanzamiento para la película incluyen a 21 de enero de 2011 en el Reino Unido. En los EE. UU., reproducido en cuatro cines, Never Let Me Go recaudó más de 111.000 dólares en su primer fin de semana. Como el número de salas de cine que reprodujeron la película comenzó a expandirse, continuó ganando más dinero cada semana, ganando más de $ 800.000 en total en los Estados Unidos. Never Let Me Go fue recibida con críticas mixtas, aunque la mayoría de las encuestas alababan el rendimiento del elenco.

## Argumento
En 1978, Kathy, junto con sus amigos Tommy y Ruth, estudian en Hailsham, un internado tradicional. Los profesores, llamados tutores, alientan a los alumnos a ser conscientes de su salud y crear obras de arte, las mejores de las cuales son aceptadas en la galería dirigida por la misteriosa Madame; tienen poco contacto con el mundo más allá de las vallas de la escuela. Lucy, una nueva profesora perspicaz, le dice a su clase que existen para ser donantes de órganos y que están destinados a morir, o completarse, temprano en su vida activa. La directora, Emily, la despide rápidamente. A medida que pasa el tiempo, Kathy se siente atraída por Tommy, pero Ruth se lo gana a pesar de haber participado en sus burlas.

## Reparto
| Actor               | Personaje     |
| ------------------- | ------------- |
| Carey Mulligan      | Kathy (joven) |
| Isabel Meikle-Small | Kathy (niña)  |
| Keira Knightley     | Ruth (joven)  |
| Ella Purnell        | Ruth (niña)   |
| Andrew Garfield     | Tommy (joven) |
| Charlie Rowe        | Tommy (niño)  |
| Andrea Riseborough  | Chrissie      |
| Domhnall Gleeson    | Rodney        |
| Sally Hawkins       | Miss Lucy     |
| Charlotte Rampling  | Miss Emily    |
| Nathalie Richard    | Madame        |

## Producción

### Desarrollo y análisis
Antes de que el libro fuese publicado en el 2005, Alex Garland ya había escrito un guion para una posible película y le dio el guion a dos productores, Macdonald y Reich, y el desarrollo comenzó en ese momento. "Estamos encantados de rodar este proyecto tan especial, el cual Alex Garland primero nos trajo a nosotros antes de la publicación del libro en 2005", dijeron Macdonald y Reich. El guion de la película es de 96 páginas, hecho con los capítulos del libro. El director Mark Romanek se interesó primero en El hombre lobo, pero lo abandonó por razones desconocidas y luego se interesó en Never Let Me Go y aceptó la oferta. Romanek dijo acerca de tener la oportunidad de rodar esta película que "desde el momento que terminé de leer la novela, se convirtió en mi sueño filmar la película. El concepto de Ishiguro es tan audaz, tan extraño y tan hermoso. La adaptación de Alex Garland es sensible y precisa. El reparto es perfecto, el equipo excelente". The Seattle Times observó que la película era "una especie de partida" para el novelista, y señaló que combina la "firma" de Ishiguro, la cual es una "prosa elegante, con un tema decididamente de ciencia ficción".
Garland, quien ya ha explorado los temas de ciencia ficción en algunas de sus obras, era una "caja de resonancia" para las ideas de la novela, y en un principio un lector del libro. Sin embargo, Ishiguro afirmó que, a pesar de las habilidades de escritura de guiones de Garland y la experiencia previa con las películas, no discutió la idea de una película hasta después de terminar la novela completamente. "Trato de no pensar en cosas como al escribir una novela, de hecho, todo lo contrario", afirmó. Dijo además que intentó de "ir por algo...muy interior, tras pensamientos y recuerdos, algo que creo que es difícil de hacer en la pantalla, que es esencialmente un medio para la tercera persona". Así que se sorprendió cuando Garland, después de leer una versión completa del libro, dijo que le gustaría tratar de adaptarlo. Ishiguro dijo que Garland fue capaz de escribir un proyecto muy rápidamente y de inmediato preguntaron acerca de su opinión de que "como va el primero". Ishiguro se mostró muy satisfecho con el guion de Garland, que fue cambiado muy poco desde su proyecto inicial a la versión filmada, y con la película final. Cuando se le preguntó a Ishiguro para comparar la experiencia con la de Lo que queda del día reconoció que ambos eran más prácticos con esta película. Romanek dice que no "hizo de Never Let Me Go una película de ciencia ficción, que en lugar de eso estaba haciendo una historia de amor con el contexto de la ciencia ficción mezclados en la historia". Dijo que él había descrito la película como hablando de una "historia de amor donde la ciencia ficción es esta sutil pátina de la historia".
Romanek dijo que como la película, cada uno tiene que descubrir lo que nuestras relaciones para nuestra propia mortalidad son, agregando que tenemos dos opciones: O bien ir en contra de él, o tratar de encontrar una manera como el personaje de Tommy. Cuando se le preguntó acerca de lo que esperaba que la audiencia obtuviera de Never Let Me Go, dijo que era para recordarle a la gente qué es importante, como el amor, el comportamiento y las amistades, recordando un correo electrónico que una persona le había enviado a él que dijo: "Vi la película y me hizo llorar y no he reaccionado a una película emocionalmente así en años. Y llamé a mi padre, porque me di cuenta de que no había hablado con él en tres semanas y le dije cuánto lo amo y lo mucho que apreciaba lo buen padre que ha sido". Garfield pensó que la historia de Never Let Me Go se trata de seres humanos y la proyección de "lo que es tener un alma, y cómo probar lo que es un alma" y la consideró como una "llamada a las armas", sobre los aspectos positivos de la vida, aspectos que él disfrutó de la trama. Añadió que su mensaje de esperanza podría recordar a las personas que tienen la opción de presentarse en la mañana y preguntarse a sí mismas cuáles son sus preferencias y sus actividades que para el día debieron estar haciendo, en lugar de cuestionar lo que deben o están obligados a hacer. Knightley sintió que la historia de la película es alarmante pero dijo que la película es "más sobre la capacidad de la humanidad para mirar hacia otro lado". "Usted sabe, de hecho, que si su moral se puede salir por la ventana, si usted piensa que puede sobrevivir en cierto modo, sea cual sea su moral, podría sobrevivir", explicó.

### Reparto

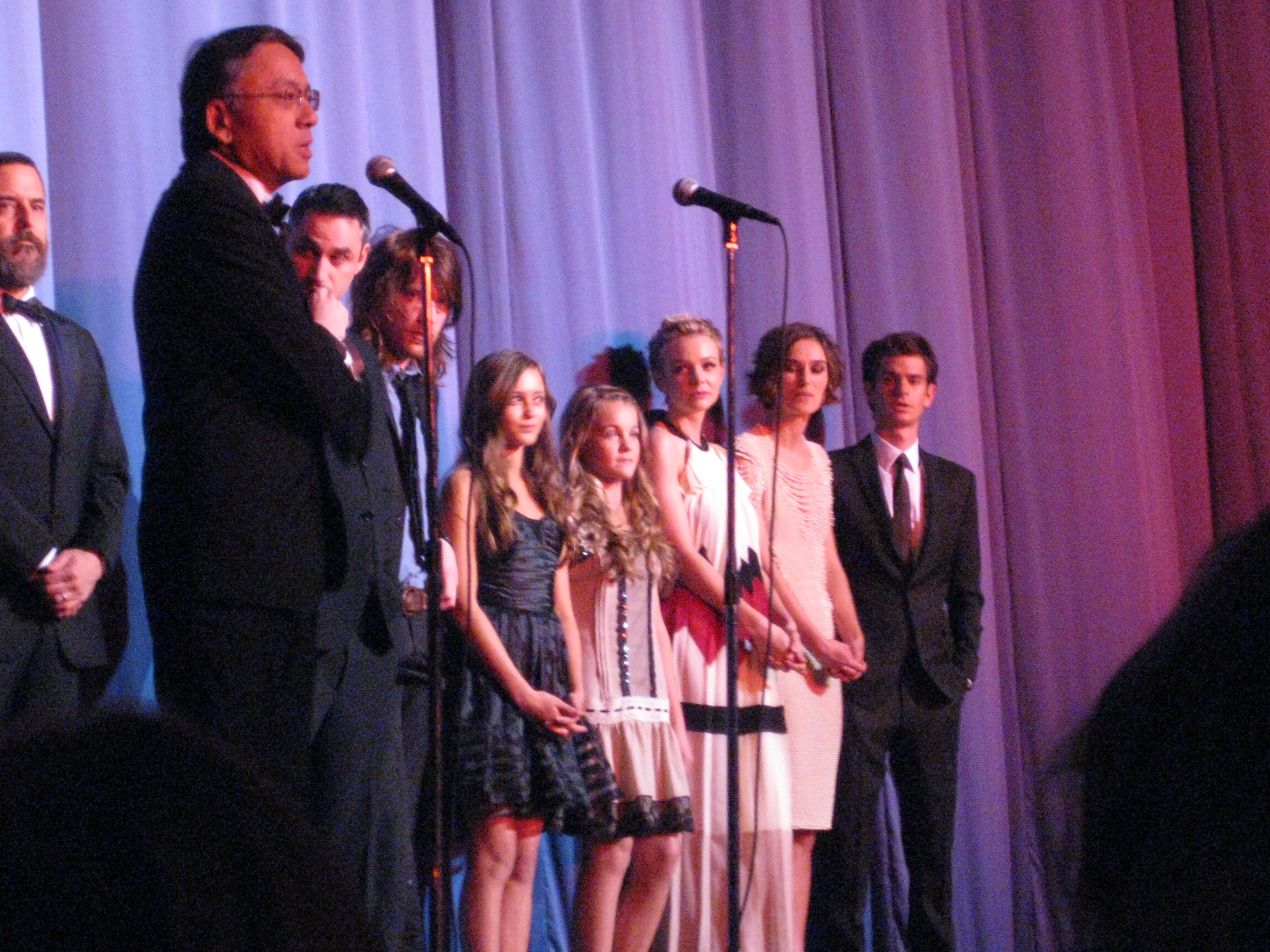
Romanek, Ishiguro, Purnell, Meikle-Small, Mulligan, Knightley, y Garfield en el Festival de Cine de Londres.

Mulligan interpreta a Kathy, una mujer pasiva que proyecta tanto la inocencia y el saber, y ella narra la película. Antes de su lanzamiento, Mulligan ya había leído la novela varias veces, teniendo en cuenta que es una de sus favoritas, y dijo que cuando ella había leído el libro hace tres años dijo que tenía que interpretar a Kathy. La joven actriz dijo que no podía "soportar la idea de que alguien más" interpretará a Kathy, aunque sí reconoció que creía que otras personas podrían dar mejores resultados que el de ella en el papel. Estaba segura de que alguien haría una adaptación cinematográfica de la novela y ella tenía la esperanza de que esperarían que ella estuviera lo suficientemente mayor para interpretar al personaje. Romanek dijo a Los Angeles Times que originalmente estaba teniendo dificultad encontrando a la actriz perfecta para interpretar Kathy y un estrecho plazo de filmación se alzó antes de la actuación de Mulligan. Mientras que Peter Rice, quien es el jefe de la empresa de financiación de Never Let Me Go, Fox Searchlight Pictures, estaba viendo An Education en el Festival de Cine de Sundance en enero, escribió a Romanek un mensaje de texto, que leyó verbalmente diciendo "Contratar a la ingeniosa de Mulligan". Cuando más tarde Romanek preguntó por qué el mensaje fue tan repentino, explicó que aún estaba en medio del cine viendo la película. Rice lo describió como una "rara predicción" en luz verde de una película con una actriz casi desconocida, con Romanek diciendo "sólo sabía que ella lo era".
Garfield se le dio el papel de Tommy, un chico confundido tratando de encajar en su mundo imperfecto. Él dijo de su personaje que "hay una sensación de ansiedad que recorre a través de estos niños, especialmente en Tommy, porque es muy sensorial y sentimental, ese es mi punto de vista de él". El actor declaró que se sintió atraído a la película basada en las preguntas existenciales que la historia expresa, y llamó a la experiencia de ser parte de Never Let Me Go "un sueño hecho realidad". Garfield, aficionándose por la oportunidad de dar rienda suelta a sus papeles, dijo que las escenas en las que su personaje, incapaz de contener su frustración, irrumpe con un grito que fue "intenso" para él y explicó que "creo que esos gritos que están dentro de todos nosotros, me dio la oportunidad de que el mío saliera". Antes del rodaje de la película, había leído tanto el guion de la película como el del libro. En marzo de 2009, Variety informó que Knightley estuvo involucrada en el proyecto, lo cual fue demostrado. Cuando se le preguntó lo que tenía y no tenía en común con su personaje, ella dijo que ella era incapaz de relacionarse con la situación de Ruth de estar involucrada en un triángulo amoroso.
Romanek cree que los tres personajes principales actúan con intensa dignidad y señaló que no son materialistas o están en busca de poder, pero en su lugar solo desean reconocer el amor por los demás y estar cerca de su amistad. Un ejemplo que él mostró fue Ruth tratando de buscar la redención al tratar de enderezar un gran error que había cometido. Lo que él encontró como lo más emotivo la "gentil posición de aceptación a la que Kathy llega al final de la película. Respectivamente, los niños actores Isobel Meikle-Small, Ella Purnell y Charlie Rowe interpretan a las versiones más jóvenes de los actores principales de Never Let Me Go. Sally Hawkins, quien coprotagonizó junto a Mulligan en An Education, tuvo un papel secundario como Miss Lucy, quien es una maestra en el internado donde se encontraban Kathy, Ruth y Tommy. Charlotte Rampling interpreta a Miss Emily, una maestra que preside en el orfanato Hailsham. Nathalie Richard interpreta a una administradora, que es conocida como Madame. El personaje ha estado llevando a cabo un proyecto en curso que tiene la intención de perfilar el carácter y psicología de los estudiantes, los cuales han sido equiparados a tratar como si fueran sujetos de un experimento.  Andrea Riseborough tuvo un pequeño papel en la película como Chrissie. La actuación de ella en Never Let Me Go se anunció en abril de 2009 por la revista Screen International.

### Filmación
A Never Let Me Go se le dio un presupuesto de producción de quince millones de dólares, y se comenzó a filmar en abril de 2009 y duró un par de semanas. El diseño de producción se llevó a cabo por Mark Digby, y Adam Kimmel fue asignado a la cinematografía. El director comercial es Duncan Reid, quien trabaja para Ingenious Media, y la película fue rodada por miembros de la empresa inglesa DNA Films. El 8 de mayo de 2009, la producción se trasladó a Norfolk para la filmación. Muchas escenas fueron filmadas en este lugar, y de acuerdo con el mánager de Locaciones, Josh Yudkin este lugar sería una famoso lugar; la playa también aparece en la película. Knightley anteriormente rodó películas en Norfolk por la película de 2008, La duquesa. También en Clevedon, una ubicación en Hill Road fue usada y una tienda se convirtió en una agencia de viajes para la película. Un gran propiedad en Bexhill-on-Sea estaba siendo utilizada el 12 y 13 de mayo de 2009 para filmar algunas escenas. Andrew Melville Hall en la Universidad de St. Andrews fue utilizado como Dover Recovery Centre para la película. Casi treinta extras de cine, productores de cine tuvieron que esperar varias horas para que el sol se ponga sobre el edificio para poder filmar las escenas allí. La escena del restaurante, que también se muestra tanto en el tráiler como las capturas de pantalla para la promoción de la película, se filmó en The Regent Restaurant and Coffee Lounge en Weston en abril de 2009. Chiswick Town Hall, un edificio ubicado en Londres, también fue utilizado como lugar de rodaje de Never Let Me Go.
Según Mulligan, el único problema durante toda la producción es que su papel le exigía conducir y ella no sabía como conducir un vehículo y tampoco tenía carnet de conducir. Ella hizo un curso intensivo de dos semanas para aprender a maniobrar un cambio manual para que pudiera finalmente filmar las escenas de conducción, pero falló el examen de conducir, explicando "estoy muy mal por ello. No tengo coordinación de manos y ojos". El equipo de producción al final tuvo que rodar la escena en una calle privada, donde se le permitió ponerse al volante. El director tuvo un rato duro al hacer que Knightley se mostrara relajada en la película. Él dijo en una entrevista: "Fue difícil. Ella estaba ansiosa feliz de hacerlo porque el papel la requería, pero incluso en lo peor de ella, Keira sigue pareciendo increíble". Cuando se le preguntó a Mulligan sobre cómo se accede a las emociones muy profundas de su personaje, respondió: "Realmente tomo los detalles del libro" y señaló que su papel no requería que ella tuviera mucho que decir, ya que Kathy era más una observadora durante la mayor parte de la película. Dijo además que "cada vez que estaba en una escena en la que no estaba muy segura que hacía, iba al libro y leía porque era muy desconfiada, ya que gran parte del tiempo no estaba siendo realmente honesta conmigo o con el público". La joven actriz también dijo que su amistad con Knightley hizo que sus escenas juntas fueran más fáciles, ya que ambas perciben los comentarios de cada una para ser útil y no sentirse "insultadas o heridas". Romanek llamó a los niños para trabajar "sabiendo que el primer acto de la película iba a tener que ser llevado por niños de 12 años" estando casi seguro que ese era el reto más difícil al hacer la película. Dijo que la mayor parte del horario de ensayo se centró en ayudar a garantizar que el primer acto estuviera bien. En los ensayos, el cineasta tenía a los actores más jóvenes observando a los actores mayores para practicar las escenas del primer acto. Los ensayos tenían doble propósito, con los actores mayores interpretando esas escenas, los niños actores tendrían una mejor idea de como los actores más cualificados actuarían en esas escenas. Romanek más tarde reunió y coincidió a los actores. Por ejemplo Mulligan haría una escena con el niño que interpreta al joven Tommy. También tuvo que pasar tiempo junto con los niños haciendo cosas como jugar y hablar, y llevarlos a la escuela y dejar que jugaran, por lo que podría conseguir un mejor plan del lugar.

## Promoción y lanzamiento

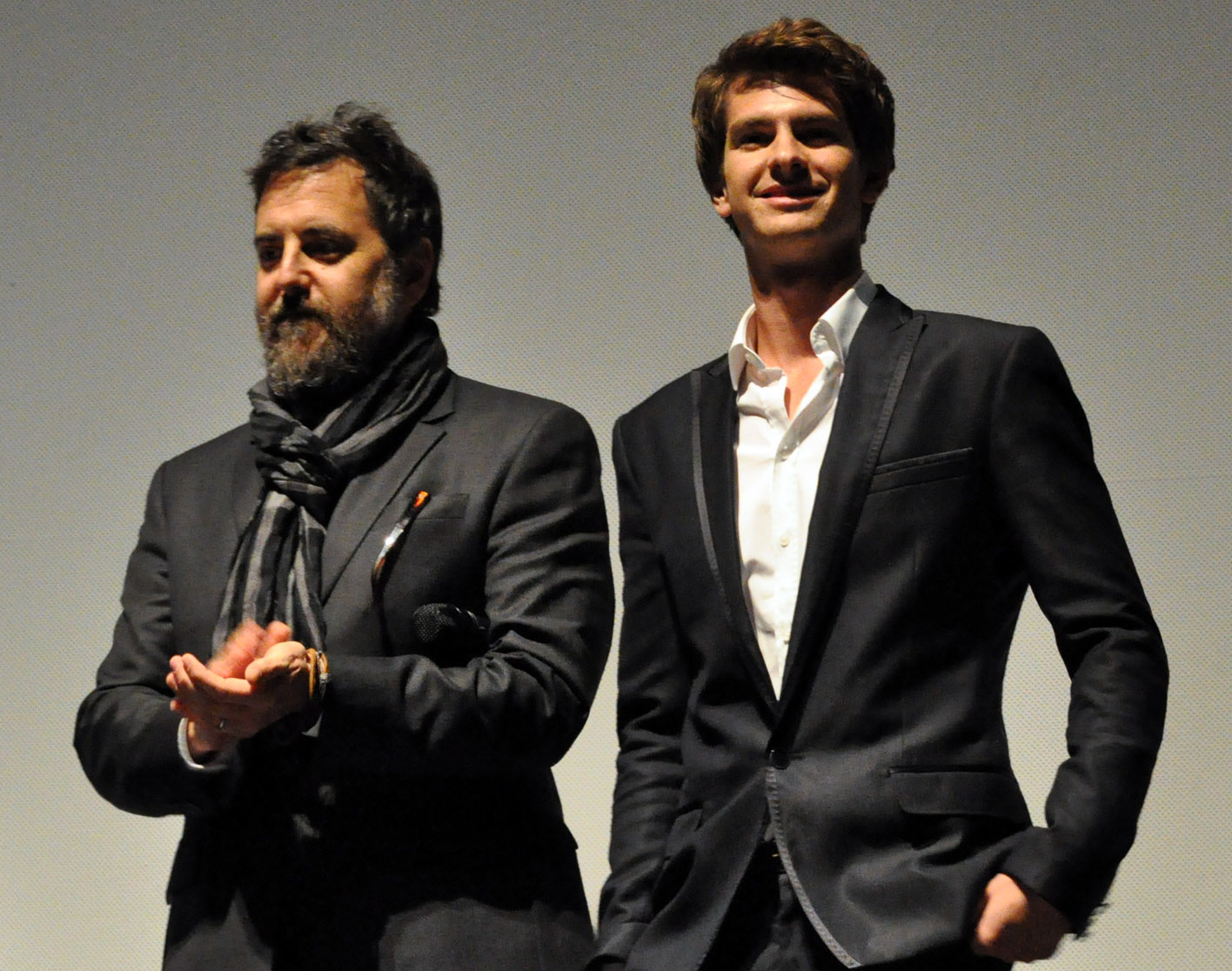
Mark Romanek y Andrew Garfield en la proyección de Never Let Me Go en el Festival Internacional de Cine de Toronto de 2010 en Canadá.

En julio de 2010, Never Let Me Go fue proyectada para los críticos de cine, quienes dieron críticas generalmente positivas, con The Daily Telegraph llamando a los tres actores principales "brillantes". Never Let Me Go se estrenó en el 37.º Festival de Cine de Telluride (FCT), que fue presentado por la National Film Preserve y comenzó el 3 de septiembre de 2010, proyectándose en el Labor Day en un remota ciudad de Colorado. The Hollywood Reporter señaló que la audiencia "parecía responder positivamente a mirar la película en lo que nos hace humanos y lo que define a un alma". La película fue también parte del 35 Festival Internacional de Cine de Toronto (FICT) siendo rodada durante septiembre de 2010 y fue proyectada junto con otras 300 películas. Según Deadline Hollywood, Never Let Me Go fue originalmente esperado para su estreno mundial en el Festival Internacional de Cine de Venecia de 2010 en septiembre, Fox lo reemplazó por Black Swan habiendo favorecido al FICT en lugar del Festival de Cine de Venecia, pero finalmente se estableció en el Festival de Cine de Telluride.
En el mismo mes, la película se proyectó en el Fantastic Fest en Austin, Texas. Además, Never Let Me Go también abrió la 54.ª edición del Festival de Cine de Londres el 13 de octubre de 2010. Never Let Me Go fue la segunda película basada en una novela de Ishiguro para abrir el festival después de la película producida por Ismail Merchant, Lo que queda del día, en 1993. En cuanto a la proyección del filme en el Festival de Cine de Londres, Ishiguro dijo: "Es un privilegio excepcional, me siento muy afortunado. Hasta cierto punto es una oportunidad para mostrar el talento británico y es un gran honor". Describiendo a Never Let Me Go como "perfecto e imaginativo" Sandra Helborn, la presidenta del Festival de Cine de Londres, añadió que "combina la impecable producción, las actuaciones destacadas y una historia conmovedora, y yo no podría desear una noche de estreno mejor o más apropiada". Ese mismo mes también fue proyectada en la competición de Japón en el Festival Internacional de Cine de Tokio.
Never Let Me Go fue programado para un lanzamiento limitado para ciudades seleccionadas en los Estados Unidos el 1 de octubre de 2010, pero la fecha fue pospuesta hasta el 15 de septiembre. La película se estrenará en el Reino Unido el 14 de enero de 2011, y el 9 de febrero de 2011 se dará a conocer en Francia. Durante su lanzamiento a Never Let Me Go se le dio una calificación R por "algo de sexualidad y desnudez", la calificación fue dada por Motion Picture Association of America (MPAA). Para promocionar la película después de su lanzamiento en septiembre, Mulligan hizo apariciones como invitada para presentar a Never Let Me Go en varios tatros de cine, incluso en el Landmark Theatres y algunas teatros de cine de AMC Theatres. Al estreno de la película en FCT, un escritor de Los Angeles Times llamó a la película un "comodín del Óscar" partiendo de críticas y comentarios que están "apropiadamente divididas entre aquellas que consideran la película como una sombría obra maestra y otras que la encuentran como un esfuerzo tan poderoso por la perfección estética que no ofrece un relato apasionante". El periódico canadiense The Globe and Mail llamó a Never Let Me Go una de las películas "más ruidosas" de 2010. The Globe and Mail called Never Let Me Go one of 2010's "big noise" films.

### Taquilla y recaudación
Never Let Me Go fue lanzado en cuatro teatros en su primer fin de semana, con más de ciento sesenta y tres teatros en su primer lanzamiento. Box Office Mojo afirma que La película se convirtió en la número uno en pantalla de estos cuatro teatros de cine en el día de su estreno, y recaudó más de 44.500 de dólares en los estrenos. Según Box Office Mojo, en su primer fin de semana, la película hizo más de 111.700 dólares, un promedio de 30.250 dólares por sala, tomando el puesto 42 en la taquilla. En su semana de éxito, Never Let Me Go registró un aumento del 117% en recaudación, lo que sería alrededor de unos 241.000 dólares, con un promedio de casi 9.500 dólares por sala de cine, lo que la convirtió en la 28.ª película más taquillera. En su tercera semana de lanzamiento, la película sufrió una disminución de los ingresos a pesar de ser exhibido en más cines que la semana pasada, recaudando cerca de 188.000. de dólares. Después de un mes de su lanzamiento logró recaudar 350.000 dólares, presentando un aumento de casi el 90 por ciento comparado con su fin de semana anterior.
Según una noticia publicada por el diario Los Angeles Times el 21 de octubre, en su quinta semana de lanzamiento Never Let Me Go había sido calificada como una "decepción innegable" comercialmente. La publicación afirma que cuando su lanzamiento se amplió a más de 200 cines el fin de semana anterior, el promedio de recaudación por sala de cine era tan bajo que su distribuidora decidió reducir sus proyecciones en las semanas venideras. Basado en las respuestas de expertos de cine y productores de Fox Searchlight, había cinco factores de por qué la película era una decepción comercialmente, según ellos fue debido a su sincronización, problemas con la novela, críticas mixtas, sus tonos deprimentes y su falta de público masculino. Hasta la fecha, la película ha recaudado un total de más de casi dos millones de dólares, únicamente a partir de su lanzamiento en los Estados Unidos.

## Crítica
Never Let Me Go generalmente ha recibido críticas mixtas positivas , con el elenco siendo alabado, mientras que el resultado global de la película ha sido visto como una decepción para la novela, según algunos críticos. Un reportero de Daily Mail, declaró que la película es "la más inquietante acerca del amor y la muerte que he visto nunca", y el crítico de cine David Gritten de The Daily Telegraph aplaudió la película y la producción así como las actuaciones. Saul Austerlitz, un corresponsal del The Boston Globe, estimó que la película llegó a una "nota triste" y cree que ciertas imágenes en la película, como un árbol en un campo vacío, "poseen un poder inquietante directamente levantado de lo mejor de los videos de Romanek", respetando al mismo tiempo los temas de la novela de Ishiguro. El escritor de The Hollywood Reporter, Jay A. Fernández dijo que Never Let Me Go es una película interesante, pero su resultado final no tenía el "devastador impacto emocional del libro". El escritor de la revista Cleveland Magazine, Clint O'Connor, fuertemente aprobó el desempeño en calidad de Garfield, y Eric Kohn de la revista indieWIRE elogió el guion y la fotografía de Kimmel y Garland. En una breve reseña de la película, Chris Knight del periódico canadiense National Post escribió que la película fue capaz de captar la melancolía y el tono impredecible de la novela de Ishiguro, pero añadió que "la caída de la película fue muy pronta". Mark Jenkins de la radio NPR llamó a Never Let Me Go una "adaptación de un éxito notable" del libro de Ishiguro, pero reconoce que Romanek y Garland "hacen algunos errores". El crítico de cine de Entertainment Weekly, Owen Gleiberman, describió a la película como el sentirse una "pieza de época" y calificó a la película con una "C".
El crítico de Reuters, Stephen Farber, consideró la película como una decepción porque, aunque la película fue "actuada profesionalmente, impecablemente fotografiada, inteligentemente escrita", Never Let Me Go es "demasiado "seca" y "pesada" para conectar con una gran audiencia". Dijo que la película "no era completamente lógica con su universo paralelo como el proceso de clonación, y el tema de los peligros de la experimentación médica es un poco agotador, y que esos son los problemas con Never Let Me Go". El escritor de Slant Magazine, Ed González, dio a la película dos de cuatro estrellas, diciendo que en Never Let Me Go los personajes de acción no están "apropiadamente deformados", mientras que las interacciones entre los profesores y los estudiantes no son "del todo iguales de cómo los estamos pensando en el libro". En una crítica de Andrew O'Hehir de Salon.com, escribió que en la película de Romanek "hace que las cosas difíciles sean maravillosas en esta película" y pensó que la película llevaba un recordatorio de que la vida es corta sin importar el tiempo que dure una "lectura acerca de los horrores de la historia humana". Tom Preston de The Guardian describió a la actuación de Mulligan y Garfield como una actuación excelente, mientras comenta a las actuaciones emocionales de Knightley como ocasionalmente irritantes. Más adelante escribió que a pesar de Never Let Me Go finalmente demostró sutileza en la película, su guion había sido escrito sin mucha comprensión en algunas partes. Escribiendo en la revista Newsweek, Luisa Thomas alabó la película por su belleza y sus actuaciones, pero también declaró que "hay algo que falta allí". Marshall Bellas del Huffington Post señaló que como la novela, la película es difícil de asumir.
Marshall Bellas del The Huffington Post señaló, que como la novela, la película es difícil de asumir. También dijo que la película funciona en un "nivel de incertidumbre", debido a la creación de Romanek de un "ritmo pausado y tranquilo que no estaría fuera de lugar en una clase de yoga", y afirmó que él "sin duda fue el objetivo de un misterioso ambiente como el de la película Children of the Damned, excepto que son los niños los que están condenados". El escritor concluyó que Never Let Me Go es  "en serio, un cuento sin vida que nunca habla de qué se trata, o al menos no lo suficiente como para provocar pensamientos profundos sobre el tema". El crítico de cine Rex Roberts, de la revista Film Journal International, pensó que la película fue moderadamente sorprendente teniendo en cuenta el trabajo previo de Romanek y Garland, diciendo que ellos "muestran una afinidad real para los sutiles matices de resignación y desesperación silenciosa que caracterizan a la prosa de Isighuro y, como era de esperar, acentúan el enrarecimiento inquietante que impregna a Never Let Me Go". Roberts también considera que Mulligan y Knightley no eran convincentes en sus papeles, debido a las diferencias de edad. El crítico de la agencia de noticias The Canadian Press, Christy Lemire, declaró que la película era "una mirada hermosa y provocativa en la humanidad", y observó que al igual que sus personajes, la película "exige mucho de su público emocionalmente". Llegó a la conclusión de que Never Let Me Go es digna de inversión. El crítico de cine de Los Angeles Times, Kenneth Turan, pensó que la película era "apasionada acerca de cosas como la reflexión y la moderación", y considera que este último no puede llamar la atención de su público. Scott Bowles, escritor de USA Today, dio a la película una crítica negativa, declarando que "no era una película tan triste y vacía como debía ser". Afirmó que Never Let Me Go no "tuvo los tonos oscuros e implacables del libro", sino que se revolcaban en ellos y comentó que ni siquiera el desempeño del elenco, en especial el de Garfield, fueron suficientes para mejorar la película. La periodista de The New York Times, Manohla Dargis, dijo que la película presenta "el aspecto de una sorpresa de buen gusto porque la crueldad fue hecha "bonitamente" y con tal cautela que el "aguijón" sigue siendo ligero".

## Premios
| Premio/Festival                                | Día de la ceremonia    | Categoría                                                                        | Recibidor       | Resultado |
| ---------------------------------------------- | ---------------------- | -------------------------------------------------------------------------------- | --------------- | --------- |
| Premios del Cine Independiente Británico       | 5 de diciembre de 2010 | Mejor Película Británica Independiente                                           |                 | Ganadora  |
| Premios del Cine Independiente Británico       | 5 de diciembre de 2010 | Mejor Director                                                                   | Mark Romanek    | Nominado  |
| Premios del Cine Independiente Británico       | 5 de diciembre de 2010 | Mejor Guion                                                                      | Alex Garland    | Nominado  |
| Premios del Cine Independiente Británico       | 5 de diciembre de 2010 | Mejor Actriz                                                                     | Carey Mulligan  | Nominado  |
| Premios del Cine Independiente Británico       | 5 de diciembre de 2010 | Mejor Actor de Reparto                                                           | Andrew Garfield | Nominado  |
| Premios del Cine Independiente Británico       | 5 de diciembre de 2010 | Mejor Actriz de Reparto                                                          | Keira Knightley | Nominado  |
| Hollywood Film Festival                        | 25 de octubre de 2010  | Mejor Actuación (También para The social network)                                | Andrew Garfield | Ganador   |
| Festival Internacional de Cine de Palm Springs | 8 de enero de 2011     | Premio a la Mejor Actuación (También para Wall Street 2: El dinero nunca duerme) | Carey Mulligan  | Nominada  |
| Premios Independent Spirit                     | 2011                   | Mejor Fotografía                                                                 | Adam Kimmel     | Nominado  |